# Список жанров электронной музыки
На данной странице представлен список жанров и поджанров электронной музыки , в основном созданных с использованием электронных музыкальных инструментов или технологий электронной музыки. Было проведено различие между звуком, производимым с использованием электромеханических средств, и звуком, воспроизводимым с помощью электронных технологий. Примеры электромеханических устройств, производящих звук, включают телгармониум, орган Хаммонда, электронное пианино и электрогитару. Производство чисто электронного звука может быть достигнуто с помощью таких устройств, как терменвокс, синтезатор и компьютер. Однако жанр не всегда зависит от инструментария.
На раннем этапе своего развития электронная музыка была связана почти исключительно с западной художественной музыкой, но с конца 1960-х годов доступность музыкальных технологий, особенно синтезаторов, означала, что музыка, созданная с использованием электронных средств, стала все более распространенной в популярных областях рок-музыки, поп-музыки и классической музыки, что привело к появлению основных электронных поджанров. После определения MIDI в 1982 году и развития цифрового звука создание чисто электронных звуков и управление ими стало намного проще. В результате синтезаторы стали доминировать в поп-музыке начала 1980-х. В конце 1980-х записи электронной танцевальной музыки (EDM), сделанные с использованием только электронных инструментов, становились все более популярными, что привело к быстрому распространению электронных жанров, поджанров и сцен. В новом тысячелетии, когда компьютерные технологии стали ещё более доступными, а музыкальное программное обеспечение продвинулось вперед, взаимодействие с технологиями производства музыки позволило создавать музыку, имеющую некоторые сходства и некоторые отличия от традиционных методов музыкального исполнения, что привело к дальнейшему быстрому развитию поджанров.

## Жанры
- Академическая электронная музыка
  - Живая электронная музыка[англ.]
  - Звуковой ландшафт
  - Конкретная музыка
  - Электроакустическая музыка
    - Акусматическая музыка
    - Электроакустическая импровизация[англ.]
- Бейс[англ.]
  - Вейв[англ.]
    - Хардвейв[англ.]

  - Джангл-террор[нем.]
  - Мидтемпо-бейс[англ.]
  - Футворк[англ.]
  - Фьюче-бейс
    - Каваи-фьюче-бейс

  - EDM-трэп
  - UK-бейс[англ.]
- Брейкбит
  - Балтимор-клаб[англ.]
    - Джерси-клаб[англ.]
    - Филли-клаб[англ.]

  - Биг-бит
  - Брейкбит-хардкор
    - Дарккор[англ.]
    - Фо-бит-хардкор[англ.]
    - Хардкор-брейкс[словац.]

  - Брокен-бит[англ.]
  - Нью-скул-брейкс
  - Прогрессив-брейкс
  - Психоделик-брейкбит
  - Флорида-брейкс[англ.]
  - Эйсид-брейкс[англ.]
- Даб
  - Даб-поэзия
  - Дабтроника
- Джангл
  - Рагга-джангл
- Диско
  - Афро/космическая музыка[англ.]
  - Евродиско
  - Ню-диско
  - Постдиско
    - Буги
    - Сити-поп

  - Электро-диско
    - Итало-диско
      - Спейс-синт[англ.]

    - Спейс-диско
    - Хай-энерджи
      - Евробит
      - Евродэнс
        - Бабблгам-дэнс[фр.]
        - Итало-дэнс[итал.]
- Драм-н-бейс
  - Даркстеп
  - Джамп-ап
    - Клоунстеп[исп.]

  - Джазстеп[фр.]
  - Драмстеп[англ.]
  - Драмфанк
  - Интеллиджент
    - Арткор[нидерл.]
    - Атмосферный драм-н-бейс[пол.]

  - Ликвид-фанк
  - Нейрофанк
  - Самбасс[англ.]
  - Текстеп
  - Техноид
  - Трансстеп[пол.]
  - Халфстеп
  - Хардстеп
- Гэридж
  - Бейслайн
  - Брейкстеп
  - Вонки
  - Грайм
    - Гринди[англ.]

  - Дабстеп
    - Бростеп
    - Постдабстеп
    - Реггистеп[англ.]
    - Риддим[англ.]
    - Чиллстеп[нем.]

  - Спид-гэридж
  - Тустеп-гэридж
  - Фьюче-гэридж
  - UK-фанки[англ.]
    - Фанкстеп[англ.]
- Индастриал и постиндастриал
  - Витч-хаус
  - Индастриал-метал
    - Кибер-метал[фр.]
    - Нойе-дойче-хертэ

  - Индастриал-рок
  - Индастриал-хип-хоп
  - Мартиал-индастриал
  - Неофолк
  - Электро-индастриал
    - Дарк-электро
      - Аггротек[англ.]

  - Electronic body music (EBM)
    - Нью-бит
    - Фьючепоп
- Интеллигентная танцевальная музыка (IDM)
  - Алгорейв[англ.]
  - Дрилл-н-бейс
- Музыка видеоигр
  - FM-синтез
  - Секвенсорная и трекерная музыка
  - Чиптюн / Восьмибитная музыка
    - Битпоп
    - Нинтендокор
    - Скви
- Призракология
  - Гипнагогический поп
  - Синтвейв
    - Дарксинт
    - Советвейв

  - Чиллвейв
  - Вейпорвейв
    - Моллсофт[англ.]
    - Фьюче-фанк[англ.]
    - Хардвейпор[англ.]
- Ритм-энд-блюз и соул-слияния
  - Альтернативный ритм-н-блюз
  - Нео-соул
  - Нью-джек-свинг
  - Современный ритм-н-блюз
- Техно
  - Берлинское техно
  - Бирмингемский звук[англ.]
  - Блип-техно[англ.]
  - Даб-техно
  - Детройт-техно
  - Индастриал-техно
  - Минимал-техно
  - Тойтаун-техно[англ.]
  - Хард-техно
    - Фри-техно[англ.]
      - Джанглтек[англ.]
      - Раггатек[англ.]
      - Трайб[фр.]

    - Шранц

  - Шаффель[англ.]
  - Эйсид-техно
  - Эмбиент-техно
- Транс
  - Аплифтинг-транс
  - Балеарский транс
  - Вокальный транс
  - Дрим-транс
  - Евротранс
    - Хэндз-ап[англ.]

  - Гоа-транс
    - Ницгонот

  - Нео-транс[фр.]
  - Прогрессивный транс
  - Психоделический транс
    - Дарк-психоделик-транс
    - Минимал-пситранс
    - Прогрессивный пситранс[англ.]
    - Суомисаунди
    - Фулл-он[порт.]

  - Техно-транс
  - Хард-транс
  - Эйсид-транс
- Фанк-слияния
  - Синти-фанк
  - Фанктроника[англ.]
  - Эйсид-джаз
- Хард-дэнс[англ.]
  - Данскор[пол.]
  - Джампстайл
  - Ленто-виоленто
  - Макина[англ.]
  - Хард-энерджи[англ.]
  - Хардстайл
    - Дабстайл
    - Равстайл[англ.]
    - Трапстайл[англ.]
    - Эйфорик-френчкор[англ.]
    - Эйфорик-хардстайл
- Хардкор
  - Баунси-техно[англ.]
  - Брейккор
    - Лоликор[исп.]
    - Раггакор

  - Джей-кор[фр.]
  - Диджитал-хардкор
  - Драм-н-кор[хорв.]
  - Думкор[фр.]
  - Габбер
    - Габбер-метал[хорв.]
    - Ранний хардкор[фр.]
    - Мейнстрим-хардкор

  - Индастриал-хардкор[фр.]
  - Спидбас[фр.]
  - Спидкор
    - Сплиттеркор
    - Флэшкор
    - Экстратон

  - Терроркор
  - Транскор[итал.]
    - Фриформ

  - Френчкор
  - Хэппи-хардкор
    - UK-хардкор

  - Эйсидкор[фр.]
- Хаус
  - Аутсайдер-хаус[англ.]
    - Лоу-фай-хаус[англ.]

  - Афро-хаус[англ.]
    - Амапиано
    - Кидандали[англ.]

  - Балеарский хаус
  - Блог-хаус[англ.]
  - Болрум[англ.]
  - Бейс-хаус[англ.]
  - Бразильский бейс[англ.]
    - Слэп-хаус[англ.]

  - Гараж-хаус
  - Гетто-хаус
    - Геттотек[англ.]
    - Джук[англ.]

  - Гком[англ.]
  - Дива-хаус[англ.]
    - Хардбэг[англ.]

  - Дип-хаус
  - Диско-хаус[фр.]
  - Джаз-хаус[англ.]
  - Джакин-хаус[англ.]
  - Евро-хаус[исп.]
  - Итало-хаус
  - Квайто[англ.]
  - Латинский хаус[англ.]
  - Мелодик-хаус[англ.]
  - Микрохаус
  - Мумбакор
  - Мумбатон
    - Мумбасоул[исп.]

  - Нью-Джерси-саунд[англ.]
  - Прогрессив-хаус
  - Соулфул-хаус
  - Стадионный хаус[англ.]
  - Тек-хаус
  - Трайбл-хаус
  - Траус[англ.]
  - Тропикал-хаус
  - Фанки-хаус[англ.]
  - Французский хаус
  - Фьюче-хаус
    - Фьюче-баунс

  - Хард-хаус
    - Пампинг-хаус
      - Метал-шейд
      - Поки
      - Хардбасс

    - Скаус-хаус
    - Чикагский хард-хаус[англ.]

  - Хип-хаус
    - Электро-хоп

  - Чикагский хаус
  - Эйсид-хаус
  - Электро-свинг
  - Электро-хаус
    - Биг-рум-хаус
      - Фьюче-рейв[англ.]

    - Датч-хаус
    - Комплекстро
    - Мельбурн-баунс
    - Прогрессив-электро-хаус
    - Фиджет-хаус
    - Френч-электро
    - Электро-тек

  - Эмбиент-хаус
- Хип-хоп-слияния
  - Альтернативный хип-хоп
    - Хипстер-хоп

  - Афросвинг[англ.]
  - Глитч-хоп
    - Нейрохоп[пол.]

  - Инструментальный хип-хоп
  - Лоу-фай хип-хоп
  - Клауд-рэп
  - Кранк
    - Кранккор
    - Снэп-музыка

  - Майами-бейс[англ.]
  - Мамбл-рэп
  - Трэп
    - Афро-трэп[фр.]
    - Дрилл
      - Бруклинский дрилл
      - UK-дрилл[англ.]

    - Латинский трэп[англ.]
    - Плаг
    - Фонк
      - Дрифт-фонк
      - Бразильский фонк[англ.]

    - UK-трэп[англ.]

  - Электро
  - Эмо-рэп
- Чилаут
  - Даунтемпо
  - Псибиент
    - Псидаб[англ.]

  - Трип-рок[исп.]
  - Трип-хоп
- Экспериментальная электронная музыка
  - Блэк-миди
  - Деконстрактед-клаб[англ.]
  - Дроун
  - Глитч
  - Микрозвук[англ.]
  - Нойз
    - Джапанойз
    - Диджитал-нойз
    - Опасная музыка
    - Пауэр-электроникс
      - Дэт-индастриал

    - Пауэр-нойз
    - Радионойз
    - Харш-нойз
      - Харш-нойз-волл

  - Пландерфоника
    - Сэмплделия[англ.]

  - Редукционизм[англ.]
    - Лоуэркейс
    - Онкиокэй
- Электроник-рок
  - Дэнс-рок
    - Альтернативная танцевальная музыка
      - Мэдчестер
        - Бэгги[англ.]

      - Нью-рейв

    - Дэнс-панк

  - Инди-электроника
  - Краут-рок
  - Новая волна (нью-вейв)
    - Дарквейв
      - Немецкий дарквейв
      - Неоклассический дарквейв[англ.]*

    - Колдвейв
    - Минимал-вейв[англ.]
    - Новая романтика
    - Нойе-дойче-велле
    - Этериал-вейв
      - Нью-гейз[англ.]

  - Построк
  - Синти-метал[англ.]
    - Киберграйнд
    - Электроникор

  - Синти-панк
  - Спейс-рок
  - Электронная поп-музыка
    - Вонки-поп[англ.]
    - Данс-поп
      - Диско-поло[англ.]
      - Фристайл[англ.]

    - Гиперпоп
    - Софисти-поп
    - Синти-поп
      - Электроклэш
        - Электропоп
- Электроника
  - Лайвтроника[фр.]
    - Лэптроника[англ.]

  - Ню-джаз
  - Прогрессивная электронная музыка[англ.]
    - Берлинская школа
    - Космише-музик[англ.]

  - Фолктроника
- Эмбиент
  - Дарк-эмбиент
    - Айсолейшенист-эмбиент
    - Данжен-синт
    - Дроун-эмбиент
    - Эмбиент-индастриал

  - Дримпанк[англ.]
  - Иллбиент[англ.]
  - Нью-эйдж
    - Андский нью-эдж[англ.]
    - Неоклассический нью-эйдж[англ.]
    - Космическая музыка
      - Спейс-эмбиент

  - Эмбиент-даб
  - Этник-эмбиент
- Этно-электроника и региональная EDM
  - Азиатский андерграунд
  - Африканская EDM
    - Афробитс
      - Азонто[англ.]

    - Кудуро
    - Купе-де-Кале[англ.]
    - Махраганат[англ.]
    - Шангаан-электро[англ.]

  - Будотс[англ.]
  - Ворлдбит[англ.]
    - Манила-саунд[англ.]

  - Гуарача (EDM)[англ.]
  - Дэнсхолл-поп[англ.]
  - Меренхаус[англ.]
  - Нортек[англ.]
  - Рабодей[англ.]
  - Рара-тек[англ.]
  - Рюсс-музыка[англ.]
  - Технокумбия[англ.]
  - Трайбл-гуарачеро[англ.]
  - Чанга-туки[англ.]
  - Шамстеп[англ.]
  - Фанк-кариока[англ.]
    - Фанк-мелоди[англ.]
    - Фанк-остентасао[англ.]
    - Фанк-пройбидао[англ.]
    - Фанк-растейринья[англ.]